# Епархия Бараты
Епархия Бараты (лат. Dioecesis Baratensis) — титулярная епархия Римско-Католической церкви.

## История
Античный город Барата находился в провинции Ликаония диоцеза Восток и сегодня идентифицируется с археологическими раскопками «Madensehir», находящимися на территории современной Турции. До конца IX века город Бараты был центром одноимённой епархии, которая входила в Иконийскую митрополию Константинопольского патриархата.
В исторических источниках известны имена пяти греческих епископа Бараты. Епископ Стефан принимал участие в Первом Никейском соборе 325 года. Евгений был епископом в 451 году. Епископ Мартирий принимал участие в Константинопольском соборе 536 года, епископ Константин участвовал в работе Третьего Константинопольского собора 680 года. Епископ Георгий был участником Константинопольского собора 879 года.
В конце IX века епархия Бараты прекратила своё существование.
С 1936 года епархия Бараты является титулярной епархией Римско-Католической церкви.

## Греческие епископы
- епископ Стефан (упоминается в 325 году);
- епископ Евгений (упоминается в 451 году);
- епископ Мартирий (упоминается в 536 году);
- епископ Константин (упоминается в 680 году);
- епископ Георгий (упоминается в 879 году).

## Титулярные епископы
- епископ Juan Casado Obispo O.P.[1] (9.03.1936 — 19.01.1941);
- епископ Гаетан Пазотти S.D.B. (3.04.1941 — 3.09.1950);
- епископ Mihály Endrey-Eipel (20.09.1950 — 7.01.1975);
  - вакансия с 1975 года.

## Источник
- Annuario Pontificio, Libreria Editrice Vaticana, Città del Vaticano, 2003, стр. 772, ISBN 88-209-7422-3
- Pius Bonifacius Gams, Series episcoporum Ecclesiae Catholicae, Leipzig 1931, стр. 451  (лат.)
- Michel Lequien, Oriens christianus in quatuor Patriarchatus digestus, Parigi 1740, Tomo I, coll. 1079—1080  (лат.)
- Raymond Janin, v. Barata, Dictionnaire d’Histoire et de Géographie ecclésiastiques, vol. VI, 1932, col. 570  (фр.)